# Marian Lăzărescu
Marian Lăzărescu (ur. 17 lipca 1984 w Găești) – rumuński saneczkarz, olimpijczyk.

## Kariera
W wieku 21 lat Marian Lăzărescu brał udział w Zimowych Igrzyskach Olimpijskich 2006 w Turynie. Podczas tych igrzysk wziął udział w jednej konkurencji saneczkarstwa, dwójkach mężczyzn, gdzie wraz z Eugenem Radu zajął 15. miejsce.
Kilkakrotnie brał udział w pucharze świata czy mistrzostwach świata.